# Roman Pavlyuchenko
Roman Anatolyevich Pavlyuchenko - em russo, Роман Анатольевич Павлюченко - (Mostovskoy, 15 de dezembrode 1981) é um ex-futebolista russo que atuava como atacante.
Ele começou sua carreira no Dynamo Stavropol e no Rotor Volgograd antes de se transferir para o Spartak Moscou em 2003. Suas atuações renderam uma transferência de £ 13,7 milhões para o Tottenham Hotspur da Premier League inglesa em 2008, onde ele passou três temporadas completas antes de retornar Rússia para jogar por Lokomotiv Moscou. Depois de mais 3 temporadas, ele se mudou em julho de 2015 para Kuban Krasnodar.
Internacional completo por uma década após sua estreia em 2003, Pavlyuchenko ganhou 51 internacionalizações pela Rússia e marcou 21 gols pela seleção. Ele foi nomeado na equipe do torneio no Euro 2008, com a Rússia chegando às semifinais, e também estava na equipe para o Euro 2012.

## Carreira

### Spartak Moscou

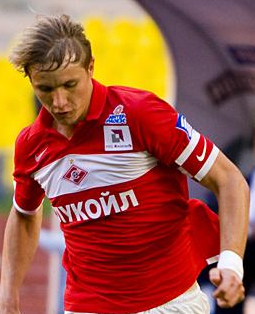
Pavlyuchenko enquanto jogava naSpartak.

Pavlyuchenko mudou-se para o Spartak Moscou na primavera de 2003 por € 700.000, onde o acordo entre os dois clubes foi acordado. Ele foi um substituto de Vladimir Beschastnykh, que partiu para o lado turco do Fenerbahçe SK. Em 15 de março de 2003, Pavlyuchenko fez sua estreia pelo clube contra Moscou. O próximo jogo em 22 de março de 2003, Pavlyuchenko marcou seu primeiro gol pelo clube na derrota por 2-1 contra o Alania Vladikavkaz. Em sua primeira temporada, Pavlyuchenko marcou 10, fazendo dele o melhor marcador da equipe. Também o clube ficou em 10º lugar e conquistou a Taça da Rússia. em uma vitória por 1 x 0 com Pavlyuchenko jogou por 87 minutos antes de ser substituído. Além disso, Pavlyuchenko marcou na segunda mão em 15 de outubro de 2003 em um empate 1-1 contra Esbjerg da Copa da UEFA, que fez sua estreia na competição em 24 de setembro de 2003. Em sua segunda temporada, Pavlyuchenko fez 26 aparições e marcou 10 gols que mais uma vez ele foi o jogador mais efetivo da equipe, que ficou em oitavo lugar na liga. Em sua terceira temporada, Pavlyuchenko fez 25 aparições e marcou 11.

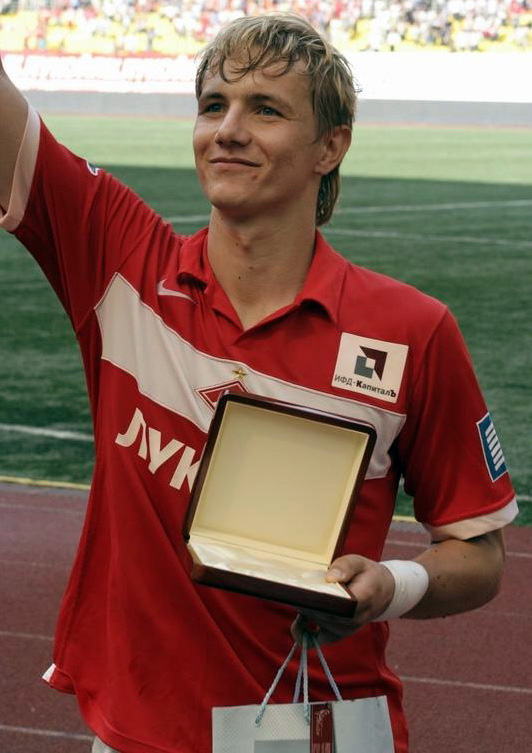
Pavlyuchenko recebe um presente do clube.

Em sua quarta temporada, Pavlyuchenko foi o artilheiro do campeonato com 18 gols e o primeiro a fazer isso no Spartak Moscou. Este também se tornou o primeiro jogador na história do Spartak, que foi artilheiro do torneio após a criação da Federação Russa em 1992. O clube também estava perto de ganhar o campeonato, mas perdeu para o CSKA Moscou com o mesmo ponto, mas com diferenças de gols. Em sua quinta temporada, Pavlyuchenko se tornou um artilheiro com 14 gols, juntamente com Roman Adamov. Com o Spartak Moscow, ele se classificou para a Liga dos Campeões da UEFA. Pavlyuchenko foi o herói quando marcou o golo da vitória e deu assistência a Mozart na vitória por 2-1 sobre o Slovan Liberec, na segunda mão da Qualificação da Liga dos Campeões após um empate 0-0 na primeira mão. Essa vitória garantiria o estatuto de clube da Liga dos Campeões, uma vez que o Spartak Moscovo jogaria na fase de grupos e empataria com o Sporting, Bayern de Munique e Inter de Milão. Em 18 de Outubro de 2006, Pavlyuchenko marcou o único golo na derrota por 2-1 frente à Inter de Milão. No dia 5 de Dezembro de 2006, Pavlyuchenko marcou o primeiro golo do jogo, com o Spartak Moscovo a ganhar por 3-1 sobre o Sporting. Esta vitória garante que o Spartak Moscou vá para a Copa da UEFA depois de ficar em terceiro na fase de grupos. Na época seguinte, o Spartak defrontou o Celtic na Liga dos campeões da UEFA qualificador. A primeira partida terminou em 1 a 1, com Pavlyuchenko marcando o gol do Spartak . A segunda mão também terminou em 1 a 1 com Pavlyuchenko marcando novamente, embora ele também tenha falhado um pênalti no tempo normal. O jogo foi para os pênaltis e o Spartak perdeu . Em 19 de abril de 2007, Pavlyuchenko marcou seu primeiro hat-trick para o clube em uma vitória por 3-0 sobre o Kuban Krasnodar. Em sua quarta e última temporada, Pavlyuchenko fez 14 aparições e marcou 6.
Durante seu tempo no Spartak, Pavlyuchenko foi o artilheiro mais prolífico do clube, marcando 69 gols em 141 jogos. Seus gols, junto com sua lealdade ao rhombik (o emblema do clube), lhe renderam muito respeito e apreciação do "Exército de Fãs Vermelhos e Brancos".

### Tottenham Hotspur
Em setembro de 2008, Pavlyuchenko assinou pelo Tottenham Hotspur por uma taxa de £ 13,7 milhões .
Pavlyuchenko fez sua estreia pelo Spurs em 15 de setembro contra o Aston Villa . Ele marcou seu primeiro gol em 24 de setembro de 2008, na vitória por 2 a 1 da Copa da Liga na terceira rodada contra o Newcastle United . Pavlyuchenko marcou seu primeiro gol pelo campeonato na vitória por 2-0 contra o Bolton Wanderers em 26 de outubro de 2008.  Em 16 de maio de 2009, em uma vitória por 2-1 sobre o Manchester City, Pavlyuchenko foi substituído 15 minutos antes do tempo integral para Fraizer Campbell. Infeliz de sair, Pavlyuchenko invadiu o túnel, juntando-se aos seus companheiros de equipe no banco. Suas ações foram criticadas por Harry Redknapp, dizendo que ele deixou os jogadores e os fãs para baixo.
Ele marcou em todos os jogos de competição da copa doméstica inglesa em que jogou, com exceção da Final da Copa da Liga de Futebol de 2009. Na temporada de 2009-10, Pavlyuchenko foi o atacante de quarta escolha do Tottenham, com Harry Redknapp preferindo Robbie Keane, Peter Crouch e Jermain Defoe para o russo, que Pavlyuchenko foi associado a um afastamento do clube. Pavlyuchenko tem estado ligado a clubes como o Lokomotiv Moscovo,  Zenit São Petersburgo, Roma, AC Milan, Hertha BSC, Birmingham City, West Ham United e Spartak Moscou. No entanto, Pavlyuchenko diz que não consegue entender por que o clube não o deixou sair do clube, sem qualquer explicação .
Pavlyuchenko entrou como substituto em 21 de fevereiro contra o Wigan Athletic e marcou seu primeiro gol no campeonato da temporada, um final de perto para fazer o placar de 2-0. Ele também acrescentou um segundo de um ângulo muito apertado durante o tempo de compensação para fazer 3-0. Harry Redknapp reconheceu a importância de seu desempenho e comentou sobre a popularidade de Pavlyuchenko com os fãs em sua entrevista após o jogo. Ele fez seu segundo início de temporada três dias depois no replay da quinta eliminatória da FA Cup contra o Bolton Wanderers e marcou duas vezes, uma partida que o Tottenham venceu por 4-0. Redknapp, desde então, disse que o atacante russo aproveitou sua oportunidade e pode ver outras ações da equipe. Pavlyuchenko continuou sua boa forma com outro gol contra o Everton em 28 de fevereiro, e mais dois gols contra o Blackburn Rovers em 13 de março. Ele também marcou um gol nas quartas-de-final contra Fulham em White Hart Lane em 24 de março .

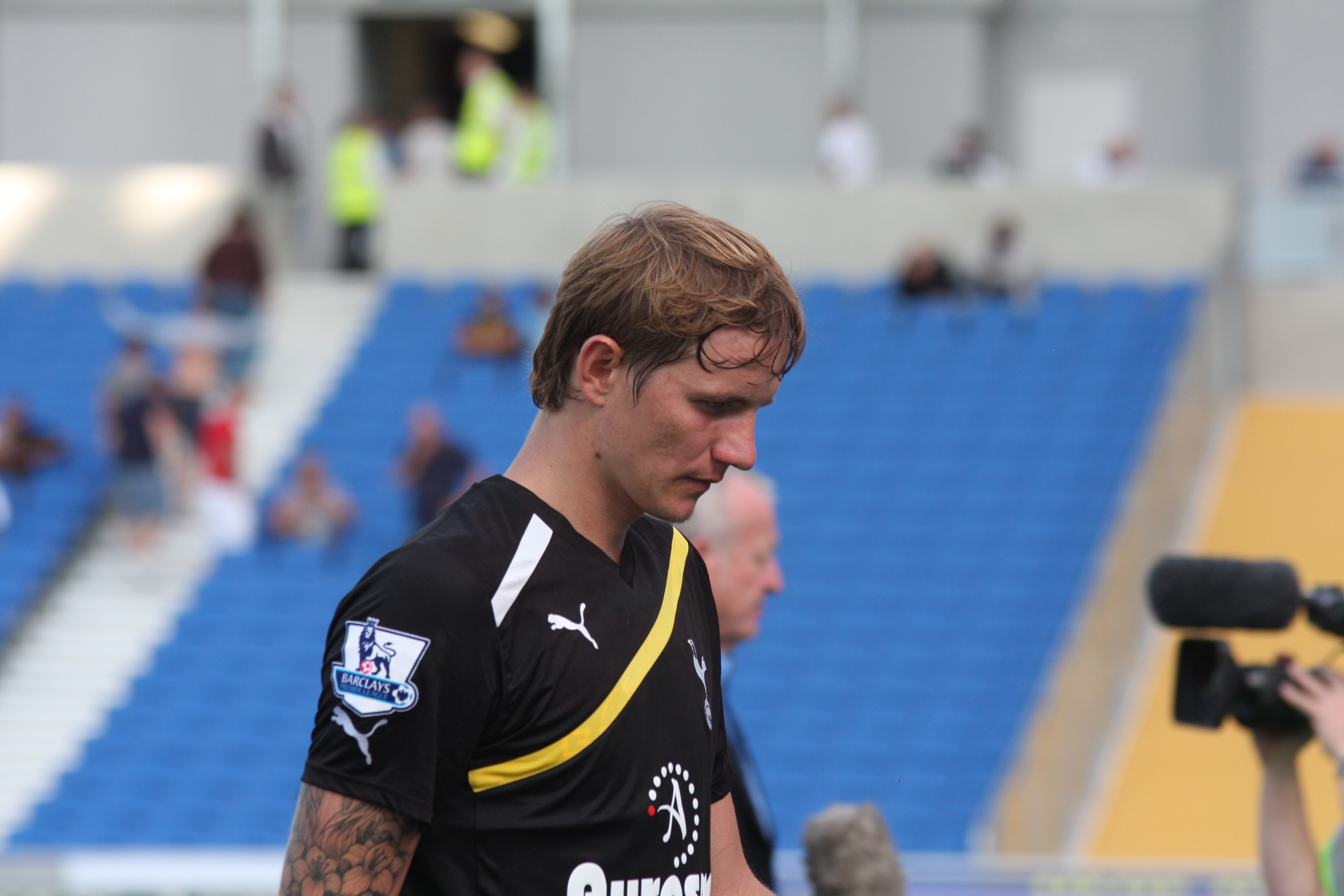
Pavlyuchenko em 2011.

Em 17 de agosto, ele marcou um gol fora de casa vital contra o BSC Young Boys na primeira rodada do play-off da Liga dos Campeões. O Tottenham estava perdendo por 3-0 até que um cabeceamento de Sébastien Bassong reduziu para 3-1 e Pavlyuchenko fez o 3-2. Na segunda partida, o Spurs venceu por 4-0 em casa, o que significa que eles iriam progredir para as fases de grupos da Liga dos Campeões. A forma promissora de Pavlyuchenko neste torneio continuou com dois golos marcados no segundo tempo frente ao FC Twente, no segundo jogo do Tottenham, seguido por um decisivo terceiro golo, com o Spurs a bater o detentor da Taça Inter Milan na quarta jornada. derrota por 4 a 2 para o Bolton Wanderers. No fim de semana seguinte, ele marcou novamente em uma vitória em casa contra o Blackburn Rovers. Em 6 de março de 2011, ele marcou um gol contra o Wolves. Ele marcou o primeiro gol contra o West Bromwich Albion no empate por 2 a 2 em abril. Pavlyuchenko marcou um gol em um derby de Londres contra o Chelsea em um empate 1-1. Em 22 de maio, último dia da temporada, Pavlyuchenko marcou dois gols impressionantes de longo alcance em uma vitória por 2 a 1 sobre o Birmingham City, garantindo que o Tottenham terminasse em quinto na Premier League e se classificasse para a Liga Europa de 2011-12. A vitória também relegou Birmingham para o campeonato .
A carreira do russo no Tottenham até aquele momento consistia em estar constantemente na hierarquia da temporada 2009-10, apesar de ter uma melhor relação de gols por minuto do que todos os seus companheiros de equipe em Jermain Defoe, Peter Crouch e Robbie Keane. O mesmo foi para a temporada 2010-2011, quando em março Pavlyuchenko teve uma relação de minutos por gols de 151 em comparação com os concorrentes Jermain Defoe, que tinha 208, Peter Crouch tinha 243 e Rafael van der Vaart tinha 161. Em dezembro do 2011 -12 temporada, o atacante havia sido restrito a apenas 18 minutos de futebol da Premier League, até que ele veio contra o Sunderlande passou a marcar o único gol do jogo aos 61 minutos. Este foi seu terceiro gol da temporada tendo marcado contra Shamrock Rovers e Rubin Kazan na Liga Europa no início da temporada.

### Lokomotiv Moscou

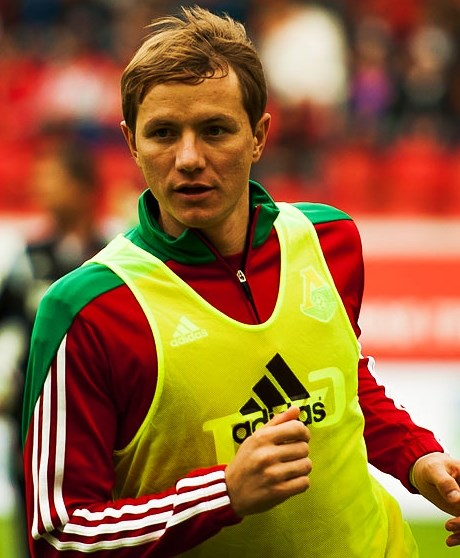
Pavlyuchenko com Lokomotiv Moscou em 2014.

No início de 2012, o Tottenham invocou unilateralmente uma opção para estender o contrato de Pavlyuchenko até o final da próxima temporada. Os relatos afirmam que Pavlyuchenko esteve envolvido em um campo de treinamento com o técnico do Spurs, Kevin Bond, que o levou a deixar o clube na janela de transferências de janeiro. No entanto, isso foi mais tarde refutado por seu agente. No final da transferência, Pavlyuchenko assinou um contrato com o Lokomotiv Moscou por 8 milhões de libras, com Louis Saha como substituto. Após a transferência para a Rússia, Pavlyuchenko disse que se o Tottenham não o deixar assinar pelo Lokomotiv Moscou, ele ficará de fora dos 18 meses restantes do contrato e sairá para o jornal russo Sports Express dizendo: "Eu expliquei que se eles não o fizessem" deixe-me ir agora, quando a prática de jogos para o Campeonato Europeu é particularmente importante, então eu não consideraria uma transferência no verão ". Em 3 de março de 2012, Pavlyuchenko fez sua estréia em seu primeiro jogo na Rússia desde 2008 contra o Kuban Krasnodar em uma vitória por 2-0. Em 24 de março de 2012, Pavlyuchenko marcou seu primeiro gol em mais de quatro anos na Rússia em uma vitória por 2-0 sobre o CSKA Moscou e forneceu uma assistência para Felipe Caicedo. Depois de ter começado os primeiros 6 jogos da temporada 2012-13 sob o comando do novo técnico Slaven Bilić, ele perdeu sua vaga na equipe titular e foi intermitentemente usado como substituto para o resto da temporada. Na temporada 2013-2014, houve novamente uma mudança de treinador no Lokomotiv, mas Pavlyuchenko ainda foi usado como substituto por Leonid Kuchuk.

### FC Kuban Krasnodar
Jogou pelo FC Kuban Krasnodar onde teve uma breve e inexpressiva passagem.
Futbolniy Klub Ural
25 de junho de 2016 assinou um contrato com a " Ural " por 1 ano. No primeiro jogo contra o "Ufa" Ele marcou um gol
FC Ararat Moscow
30 de maio de 2017 assinou um contrato com a equipe campeonato PFL "Ararat" Moscou
17 de novembro de 2017 " Ararat " rescindiu o contrato com Pavlyuchenko.

## Seleção Russa
Pavlyuchenko joga pela Seleção Russa desde 2003 e foi chamado por Guus Hiddink para a Eurocopa 2008. Fez os dois gols da vitória de virada por 2 a 1 sobre a Inglaterra, adversária direta nas Eliminatórias da Euro.
Na Euro, acabou ficando com a vaga de titular que seria do cortado Pavel Pogrebnyak e foi bem, terminando a competição como artilheiro da equipe e um dos vice-artilheiros do torneio, com três gols marcados, e escolhido para a seleção do torneio..
Um dos melhores jogadores da história da equipe nacional russa.

## Títulos
Spartak Moscou
- Copa da Rússia: 2002-03